# Lambda2 Sculptoris
Título a ser usado para criar uma ligação interna é Lambda2 Sculptoris.
Lambda2 Sculptoris (84 Sculptoris) é uma estrela na direção da constelação de Sculptor. Possui uma ascensão reta de 00h 44m 11.92s e uma declinação de −38° 25′ 19.1″. Sua magnitude aparente é igual a 5.90. Considerando sua distância de 372 anos-luz em relação à Terra, sua magnitude absoluta é igual a 0.61. Pertence à classe espectral K1III.